# Saint-M'Hervé
Saint-M'Hervé (en bretó Sant-Merve) és un municipi francès, situat a la regió de Bretanya, al departament d'Ille i Vilaine. L'any 2006 tenia 1.327 habitants.

## Demografia
| 1962                                       | 1968  | 1975  | 1982  | 1990  | 1999  |
| ------------------------------------------ | ----- | ----- | ----- | ----- | ----- |
| 1.215                                      | 1.217 | 1.189 | 1.193 | 1.144 | 1.213 |
| Des de 1962: població sense dobles comptes |       |       |       |       |       |

## Administració
| Període   | Identitat          | Partit |
| --------- | ------------------ | ------ |
| 2001-2008 | Bernard Beaudouin  |        |
| 2008-     | Dominique Kerjouan |        |